# Santi Francesi
Santi Francesi ist ein italienisches Popduo.

## Geschichte
Das Duo besteht aus Alessandro De Santis (Gesang und Gitarre) und Mario Francese (Keyboard, Synthesizer und Bass) aus Ivrea, Jahrgang 1998. Es war ursprünglich ein Trio (mit Davide Buono) und trug den Namen The Jab. 2016 gewann es unter diesem Namen den Wettbewerb Liga Rock Park, wodurch es ein Konzert von Ligabue eröffnen durfte. Im Jahr darauf nahm das Trio erfolglos an Amici di Maria De Filippi teil, 2019 veröffentlichte es das Album Tutti manifesti. 2021 gewann es den Wettbewerb Musicultura mit dem Lied Giovani favolosi, das auch Eingang in den Soundtrack der Netflix-Serie Drei Meter über dem Himmel fand.
Unter dem Namen Santi Francesi (einer Zusammensetzung der beiden Familiennamen) nahmen Santis und Francese als Duo 2022 an der 16. Staffel der Castingshow X Factor teil. Der Rapper Rkomi war dabei der Mentor der beiden Musiker. Im Finale konnten sie sich mit dem Lied Non è così male als Sieger durchsetzen. Im Anschluss erschien die erste EP In fieri.
Im Wettbewerb Sanremo Giovani 2023 qualifizierte sich das Duo für das Sanremo-Festival 2024.

## Diskografie
Alben
- Tutti manifesti (2019) – als The Jab

EPs
- In fieri (2022, Sony)

## Belege
1. ↑  Simone Zani: Musicultura 2021: i The Jab vincono la trentaduesima edizione. In: All Music Italia. 19. Juni 2021, abgerufen am 23. November 2023 (italienisch).
2. ↑  Giovanni Gagliardi: X Factor 2022, trionfano i Santi Francesi. In: Repubblica.it. 9. Dezember 2022, abgerufen am 23. November 2023 (italienisch).
3. ↑  Giovani favolosi. Musicultura, abgerufen am 23. November 2023 (italienisch).
4. ↑  Mattia Marzi: Santi Francesi: X Factor non ci ha cambiati. In: Rockol.it. 26. Oktober 2023, abgerufen am 23. November 2023 (italienisch).
5. ↑  Elena Palmieri: X Factor 2022, vincono i Santi Francesi. In: Rockol.it. 9. Dezember 2022, abgerufen am 23. November 2023 (italienisch).
6. ↑  Chartquellen: IT
7. ↑  Auszeichnungen für Musikverkäufe: IT